# Litaneutis sacrifica
Litaneutis sacrifica är en fjärilsart som beskrevs av Edward Meyrick 1913. Litaneutis sacrifica ingår i släktet Litaneutis och familjen spinnmalar. Inga underarter finns listade i Catalogue of Life.